# مونکتون
مونکتون (English: Moncton)دومین شهر بزرگ استان نیوبرانزویک کانادا است. این شهر دومین شهر بزرگ استان با جمعیت بالغ بر ۱۲۰۰۰۰ نفر می‌باشد. به دلیل رشد جمعیت در مناطق شهری شرق تورنتو احتمال اینکه این شهر این مقام را حفظ کند کم می‌باشد.

اکثریت این شهر انگلیسی صحبت می‌کنند ولی ۳۰ درصد آنها فرانسوی زبان هستند. تنها شهرهایی که مانند مونکتون دو زبانه هستند، می‌توان به اتاوا و مونترال اشاره کرد.
دانشگاه مونکتون، بزرگترین دانشگاه فرانسوی زبان خارج از کبک در این شهر واقع است.